# Mark Burton (regista)
Mark Burton (20 gennaio 1960) è uno sceneggiatore e regista britannico noto per aver diretto Shaun, vita da pecora - Il film.

## Filmografia

### Sceneggiatore
- Galline in fuga, regia di Peter Lord e Nick Park (2000)
- Wallace & Gromit - La maledizione del coniglio mannaro, regia di Steve Box e Nick Park (2005)
- Madagascar, regia di Eric Darnell e Tom McGrath
- Alieni in soffitta, regia di John Schultz (2009)
- Gnomeo e Giulietta, regia di Kelly Asburry (2011)

### Regista
- Shaun, vita da pecora - Il film, regia di Mark Burton e Richard Starzak (2015)